# Cryphia rosinans
Cryphia rosinans är en fjärilsart som beskrevs av Charles Oberthür 1918. Cryphia rosinans ingår i släktet Cryphia och familjen nattflyn. Inga underarter finns listade i Catalogue of Life.